# Anne Treisman
Anne Treisman, geboren als Anne Marie Taylor (Wakefield (Yorkshire), 2 september 1935 - New York, 10 februari 2018) was een Britse cognitief psycholoog. Ze was van 1960 tot 1976 getrouwd met Michel Treisman en vanaf 1978 met Nobelprijswinnaar Daniel Kahneman.
Ze studeerde af in zowel Franse literatuur als psychologie aan Newnham College van de Universiteit van Cambridge. Daarna promoveerde ze aan Somerville College van de Universiteit van Oxford. Zij was verbonden aan de psychologische afdeling van de Princeton-universiteit in de Verenigde Staten.

## Onderzoek
Treisman heeft veel onderzoek gedaan naar visuele aandacht, het geheugen en de waarneming van objecten. Treisman verwierf grote bekendheid door haar werk op het terrein van visuele zoekprocessen en de hieraan verbonden invloedrijke kenmerkenintegratietheorie. Deze feature integration theory is de basis voor het Saliency Map model van bottom-up visuele aandacht (zie ook: vroege waarneming).
In 1964 formuleerde ze een model van selectieve aandacht, de attenuatietheorie of 'filter-verzachtingstheorie', die kan worden gezien als een herziening van de filtertheorie van Donald Broadbent. Treisman verklaarde hiermee hoe het bewustzijn sommige genegeerde stimuli toch kan opnemen en verwerken, niet door een filter, maar door verzachting ('attenuatie').

## Onderscheiding
In 2013 ontving ze uit handen van president Barack Obama de National Medal of Science voor haar werk rond aandacht.